# Malmbäck
Malmbäck – miejscowość (tätort) w Szwecji, w regionie administracyjnym (län) Jönköping, w gminie Nässjö.
Według danych Szwedzkiego Urzędu Statystycznego liczba ludności wyniosła: 1087 (31 grudnia 2015), 1151 (31 grudnia 2018) i 1131 (31 grudnia 2019).